# 1991 في إسبانيا
فيما يلي قوائم الأحداث التي وقعت خلال عام 1991 في إسبانيا.

## أحداث
- 30 أكتوبر – مؤتمر مدريد 1991

## سياسة

### تعيين في المنصب
- 1 يناير – خوردي تورول Barcelona provincial deputy  [لغات أخرى]‏.

### انتهاء فترة المنصب
- 29 أكتوبر – أدولفو سواريث عضو مجلس النواب الإسباني  [لغات أخرى]‏.

## رياضة
- 1 يناير – طواف إسبانيا 1991

## برامج ومسلسلات وأنمي
- الفواكه

## مواليد

### يناير
- 5 يناير – دانييل باتشيكو لاعب كرة قدم إسباني.
- 5 يناير – مانويل توريس خيمينيث لاعب كرة قدم إسباني.
- 6 يناير – رومان راموس متسابق دراجات نارية إسباني.
- 10 يناير – جونثالو بيريث دي بارجاس لاعب كرة يد إسباني.
- 15 يناير – مارك بارترا لاعب كرة قدم إسباني.
- 23 يناير – كلارا باسيانا سبّاحة إيقاعي إسبانية.
- 27 يناير – تيرون ديل بينو لاعب كرة قدم إسباني.
- 27 يناير – راؤول ليزواين لاعب كرة قدم إسباني.
- 28 يناير – جوسيب فرانش لاعب كرة سلة إسباني.

### فبراير
- 3 فبراير – اليخاندرو سانشيز لاعب كرة قدم إسباني.
- 16 فبراير – سيرجيو كاناليس لاعب كرة قدم إسباني.
- 27 فبراير – أمايا جاستامينزا لاعبة كرة سلة إسبانية.

### مارس
- 3 مارس – خوسيه لويس مورينو لاعب كرة قدم إسباني.
- 8 مارس – خوزابيد لاعب كرة قدم إسباني.
- 13 مارس – أسدروبال هيرنانديز لاعب كرة قدم إسباني.
- 15 مارس – ألفارو فيغا لاعب كرة قدم إسباني.
- 17 مارس – أنطونيو لونا لاعب كرة قدم إسباني.
- 19 مارس – خوسيه سيميون لاعب كرة سلة إسباني.
- 22 مارس – روبرتو مرعي سائق سيارة سباق إسباني.
- 23 مارس – روبن روتشينا لاعب كرة قدم إسباني.

### أبريل
- 9 أبريل – أكسل بونس متسابق دراجات نارية إسباني.
- 14 أبريل – مارتين مونتويا لاعب كرة قدم إسباني.
- 27 أبريل – ألفارو فازكيز لاعب كرة قدم إسباني.
- 27 أبريل – إيساك كوينكا لاعب كرة قدم إسباني.
- 30 أبريل – خوان بيدرو راميريز لوبيز لاعب كرة قدم إسباني.

### مايو
- 17 مايو – أنخيل مارتينيز أورتيغا لاعب كرة قدم إسباني.
- 17 مايو – إينيغو مارتينيز لاعب إسباني يلعب لنادي برشلونة اعظم نادي في التاريخ وكسم ريال مدريد.
- 21 مايو – خافيير مارتينيز باريو لاعب كرة قدم إسباني.
- 22 يونيو – هوغو مايو لاعب كرة قدم إسباني.
- 25 مايو – إيريك موران لاعب كرة قدم إسباني.

### يونيو
- 10 يونيو – بول إسبارغارو متسابق دراجات نارية إسباني.
- 16 يونيو – خوسيه إغناسيو بيليتيرو لاعب كرة قدم إسباني.
- 22 يونيو – هوغو مايو لاعب كرة قدم إسباني.

### يوليو
- 1 يوليو – لوكاس فاسكيز لاعب كرة قدم إسباني.
- 12 يوليو – بابلو كارينو لاعب كرة مضرب إسباني.
- 18 يوليو – روبين بينيا لاعب كرة قدم إسباني.
- 18 يوليو – ميريا غونزاليس لاعبة كرة يد إسبانية.
- 20 يوليو – جون فيدال لاعب كرة قدم إسباني.
- 23 يوليو – ألبرتو مونكايو متسابق دراجات نارية إسباني.
- 24 يوليو – بير مارتينيز لاعب كرة قدم إسباني.
- 30 يوليو – اليخاندرو رودريغيز دي ميغيل لاعب كرة قدم إسباني.

### أغسطس
- 7 أغسطس – لويس سالوم متسابق دراجات نارية إسباني.
- 11 أغسطس – اليخاندرو بيريز لاعب كرة قدم إسباني.
- 11 أغسطس – كريستيان تيو لاعب كرة قدم إسباني.
- 17 أغسطس – مانو رودريغيز لاعب كرة سلة إسباني.

### سبتمبر
- 24 سبتمبر – أوريول روميو لاعب كرة قدم إسباني.

### أكتوبر
- 3 أكتوبر – بورجا دوكال لاعب كرة قدم إسباني.
- 7 أكتوبر – إريني مونتروكتشيو سبّاحة إيقاعي إسبانية.
- 17 أكتوبر – مانو تريغيروس لاعب كرة قدم إسباني.
- 21 أكتوبر – ليونور رودريغيز لاعبة كرة سلة إسبانية.

### نوفمبر
- 29 نوفمبر – خوان ديل أركو لاعب كرة يد إسباني.

### ديسمبر
- 10 ديسمبر – جوان ساستر لاعب كرة سلة إسباني.
- 28 ديسمبر – كيكو لاعب كرة قدم إسباني.

## وفيات

### يناير
- 1 يناير – نارسيس دي كريراس (مواليد 1905)

### فبراير
- 5 فبراير – بدرو آروبيه (مواليد 1907) بدرو ليون.
- 6 فبراير – ماريا ثامبرانو (مواليد 1904) فيلسوفة إسبانية.

### سبتمبر
- 15 سبتمبر – لويس ميرو (مواليد 1913) لاعب كرة قدم.